# دره تسالکا
دره تسالکا (به لاتین: Tsalka Canyon) یک دره در گرجستان است که در تسالکا واقع شده‌است.